# Nicolás Rizzo
Nicolás César Rizzo (Necochea, 30 luglio 1993) è un calciatore argentino, centrocampista svincolato.

## Caratteristiche tecniche
Rizzo è un esterno d'attacco mancino, che può giocare su entrambe le fasce. Agile e rapido, possiede un buon tiro dalla distanza: tale caratteristica lo ha portato a realizzare alcuni gol da lunghe distanze (come in un Siracusa-Reggina gara di Coppa Italia del 2018, in cui segnò con un pallonetto da circa 40 metri). Inoltre Rizzo è uno specialista nei calci piazzati, soprattutto nelle punizioni.

## Carriera
Rizzo comincia la sua carriera con la maglia del Nueva Chicago, formazione di Buenos Aires militante nella seconda serie del calcio argentino, riuscendo ad attirare su di sé attenzioni di club di massima serie. Così nel 2010 è il Club Deportivo Libertad, formazione di Sunchales ad assicurarsi il suo cartellino, facendolo esordire in prima squadra. L'anno successivo viene ingaggiato dal Atlético Sullana formazione di massima serie del campionato peruviano, ma nonostante un buon inizio di campionato, decide di far rientro in Argentina. Dopo aver girovagato in diversi club, e dopo un'ottima annata avuta nella stagione 2012-2013 tra le file del Club Atlético Liniers (cinquanta presenze condite da otto reti), torna a giocare nella sua squadra di origine il Nueva Chicago, che nella stagione 2015-2016 militava in Primera División, riuscendo a esordire in massima serie collezionando quattro presenze. A Buenos Aires rimarrà per due stagioni, collezionando complessivamente 24 presenze e due gol. Svincolato, l'anno successivo torna a giocare in seconda serie nel Guillermo Brown, totalizzando undici presenze e due gol.
L'11 agosto 2018, approda nel campionato italiano, data in cui viene ufficializzato come nuovo acquisto dal Siracusa Calcio, formazione militante in Serie C.
Il 20 gennaio 2019 realizza la seconda marcatura nel derby Siracusa-Catania (match vinto per 2-1 dagli aretusei), nonché la prima rete in campionato con gli azzurri.
Nella stagione successiva viene acquistato dall'Acireale, formazione siciliana militante nel campionato di Serie D.
A marzo 2021 dopo l'esonero di Peppe Pagana ovvero dopo la sconfitta col Città di Santa d'Agata per 3-1 e con l'arrivo del nuovo mister, Fabio De Sanzo, Rizzo passa a titolo definitivo al Taranto insieme al suo compagno di squadra sempre ex-granata Amadeo Silvestri, con il quale vincerà il campionato di Serie D girone H.
L'8 agosto 2021 firma con il Giugliano, militante in Serie D girone G. Segna il primo gol in maglia gialloblu alla quinta giornata del campionato, nel 3-0 in casa del Carbonia.
L'8 novembre 2023 firma per il Trapani Calcio, che lascia nel dicembre dello stesso anno.

## Palmarès

### Club

#### Competizioni nazionali
- Serie D: 2

Taranto: 2020-2021 (girone H)
Giugliano: 2021-2022 (girone G)